# Beta Leonis
Pour l’article homonyme, voir Denebola (genre).
Désignations
Beta Leonis (en abrégé β Leo), également nommée Denebola, est la deuxième étoile la plus brillante de la constellation du Lion.
Denebola est une étoile de type A, elle est située à 36 années-lumière de la Terre et a une luminosité quinze fois supérieure à celle du Soleil. Elle a une magnitude apparente de 2,14. Étoile variable de type Delta Scuti, elle a donc une luminosité très légèrement changeante pendant quelques heures.
Elle est parfois incluse dans l'astérisme du Triangle du printemps, avec Spica et Arcturus. Ces trois étoiles dessinent un triangle presque équilatéral.

## Nomenclature
β Leonis, latinisé Beta Leonis, est la désignation de Bayer de l'étoile. Elle porte également la désignation de Flamsteed de 94 Leonis.
Denebola est aujourd'hui le nom de Beta Leonis approuvé par l'Union astronomique internationale (UAI). Apparu au XIIIe siècle sous la forme Deneb eleced avec Jean de Londres (1230-1240), cette étoile devient Denebelelce/id, Alesit et Nebulasit dans l’Uranometria de Johann Bayer (1603), avant de prendre sa forme actuelle, soit Denebola, que l’on rencontre au plus tard chez Giuseppe Piazzi (1814). Ce nom vient de l’arabe ذنب الأسد Ḏanab al-Asad, « la Queue du Lion », dans la représentation héritée des Grecs, sachant qu’il était déjà à Babylone KUN UR.GU.LA, « la Queue du Lion ». L’étoile n’est pas encore nommée par les traducteurs de la Μαθηματική σύνταξις de Ptolémée. Elle ne figure pas non plus sur les premiers astrolabes, mais ᶜAbd al-Raḥmān al-Ṣūfī l’y relève à son époque, soit au milieu du Xe siècle.
Cette étoile possède un autre nom connu, Serpha, qui vient de l’arabe الصرفة al-Ṣarfa, « le Changement [du Temps] », nom de la XIIe des manāzil al-qamar ou « stations de la lune ». Elle est ainsi nommée, selon ᶜAbd al-Raḥmān al-Sūfī (964) « parce que, à son lever dans les rayons du soleil le matin, les chaleurs s’éloignent, et qu’à son coucher à l’occident, le matin, c’est le froid qui s’en va, pendant que son opposé, le premier Farġ [= « Déversoir », soit α et β Peg], sort des rayons du soleil ». Le nom, introduit dès l’an mil, avec les premières listes latines sous la forme Alsarfa, s’est perpétué. Le nom actuel Serpha est relevé chez Francis Bailey en 1841 par Richard Hinckley Allen, qui a ainsi permis de le perpétuer.

## Environnement galactique
Selon la nouvelle réduction des données astrométriques du télescope spatial Hipparcos de 2007, la parallaxe annuelle de Denebola vaut de 90,91 ± 0,52 mas. La distance entre Denebola et la Terre est donc égale à 1/0,09091 pc, soit 11,00 pc, c'est-à-dire 35,9 années-lumière. L'étoile est donc pour nous relativement proche et elle partage le même environnement galactique que le Soleil. En particulier, elle se trouve comme le Soleil dans la bulle locale, une « cavité » du milieu interstellaire présent dans le bras d'Orion, l'un des bras galactiques de la voie lactée.
Eggen, en 1991, démontra en étudiant la cinématique de ses étoiles l'existence d'une association stellaire appelée le superamas d'IC 2391 dont Dénébola fait partie. Toutes les étoiles de ce groupe partagent un mouvement propre commun dans l'espace, bien qu'elles ne soient pas gravitationnellement liées, ce qui suggère qu'elles seraient nées au même endroit et qu'elles auraient pu former à l'origine un même amas ouvert. Parmi les autres étoiles appartenant à cette association, on trouve Alpha Pictoris, Beta Canis Minoris et l'amas ouvert IC 2391. Au total, il identifia plus de soixante étoiles qui sont des membres probables de cette association.
Les étoiles les plus proches de Denebola sont deux naines rouges. Il s'agit de Ross 119, une étoile de type spectral M0-3.5 V localisée à 3,6 années-lumière de Denebola, et de AC+27 28217, une autre naine rouge de type spectral M3.5 V, à 7,9 années-lumière de Denebola. L'étoile semblable au Soleil la plus proche est Zavijava (Beta Virginis), à 8 années-lumière de Denebola. C'est une étoile jaune-blanc de la séquence principale de type spectral F9 V.

## Propriétés
Denebola est une étoile blanche de la séquence principale de type spectral A3 Va, avec une classe de luminosité « Va » (lire « cinq A ») qui indique que l'étoile est une naine particulièrement lumineuse pour sa classe. C'est une étoile jeune, d'un âge compris entre 100 et 380 millions d'années, plus probablement inférieur à 200 millions d'années. La température de surface de Denebola est d'environ 8 500 K. Les observations interférométriques lui donnent un rayon qui vaut 173 % celui du Soleil et une masse qui est 78 % supérieure à celle du Soleil, ce qui signifie que Denebola restera moins longtemps sur la séquence principale que notre étoile. Sa luminosité vaut 15 fois celle du Soleil.
Elle a une vitesse de rotation élevée, de 128 km/s, qui est du même ordre de grandeur que celle d'Alpha Eridani. En comparaison, le Soleil a une vitesse de rotation de 2 km/s. Denebola est probablement une étoile variable de type Delta Scuti, sa luminosité fluctuant d'environ 0,025 magnitude à peu près dix fois par jour.

### Disque de débris
Denebola montre un fort excès d'infrarouge, ce qui indique la présence d'un disque de débris de poussières froides en orbite autour de l'étoile. La poussière entourant Denebola possède une température d’environ 120 K (−153 °C). Des observations effectuées avec le télescope spatial Herschel ont permis d'obtenir des images mieux résolues, qui montrent que le disque est localisé à un rayon de 39 UA de l'étoile, c'est-à-dire 39 fois la distance entre le Soleil et la Terre. Tout comme on pense que le système solaire se serait formé à partir d'un tel disque, Denebola et d'autres étoiles qui lui sont semblables comme Véga ou Beta Pictoris pourraient être des candidates qui hébergeraient des exoplanètes.